# Campylomormyrus christyi
Campylomormyrus christyi är en fiskart som först beskrevs av George Albert Boulenger 1920.  Campylomormyrus christyi ingår i släktet Campylomormyrus och familjen Mormyridae. IUCN kategoriserar arten globalt som livskraftig. Inga underarter finns listade.